# Chamicuro
Le chamicuro est une langue arawakienne parlée en Amazonie péruvienne près de Pampa Hermosa sur le cours inférieur de la rivière Huallaga. La langue n'est plus parlée que par les plus âgés des Chamicuros.

## Phonologie

### Voyelles
|         | Antérieure    | Centrale      | Postérieure   |
| ------- | ------------- | ------------- | ------------- |
| Fermée  | i [i] iː [iː] |               | u [u] uː [uː] |
| Moyenne | e [e] eː [eː] |               | o [o] oː [oː] |
| Ouverte |               | a [a] aː [aː] |               |

### Consonnes
Parmi les phonèmes consonantiques du chamicuro [r] n'apparaît que dans les emprunts à l'espagnol. Les rétroflexes sont alvéopalatales.
|               |               | Bilabiale | Dentale | Latérale | Rétroflexe | Palatale | Vélaire | Glottale |
| ------------- | ------------- | --------- | ------- | -------- | ---------- | -------- | ------- | -------- |
| Occlusives    | Occlusives    | p [p]     | t [t]   |          |            |          | k [k]   | ʔ [ʔ]    |
| Fricatives    | Fricatives    |           | s [s]   |          | ʂ [ʂ]      | š [ʃ]    |         | h [h]    |
| Affriquées    | Affriquées    |           |         |          | tʂ [t͡ʂ]    | ts [t͡ʃ]  |         |          |
| Nasales       | Nasales       | m [m]     | n [n]   |          |            | ñ [ɲ]    |         |          |
| Liquides      | Liquides      |           | (r) [r] | l [l]    |            | ʎ [ʎ]    |         |          |
| Semi-voyelles | Semi-voyelles | w [w]     |         |          |            | y [j]    |         |          |